# Fructosa-2,6-bisfosfato 2-fosfatasa
La fructosa-2,6-bisfosfato 2-fosfatasa (EC 3.1.3.46) es una enzima que cataliza la reacción:
fructosa-2,6-bisfosfato + H2O {\displaystyle \rightleftharpoons } fructosa-6-fosfato + fosfato
Como fructosa-2,6-bisfosfato 2-fosfatasa se conoce a la actividad fosfatasa de la fosfofructoquinasa-2. Por tanto los genes, secuencia, estructura, etc, de la fosfatasa son los correspondientes a la quinasa.